# Lys caracara
Lys caracara (Milvago chimachima) er en rovfugl i falkefamilien. Den findes i tropisk og subtropisk Sydamerika og den sydlige del af Mellemamerika. I modsætning til falkerne i samme familie er caracaraen ikke en hurtigflyvende luftjæger, men er temmelig langsom og får ofte mad ved at spise ådsler.

## Taksonomi
Da Louis Jean Pierre Vieillot først beskrev lys caracara i 1816, gav han den det videnskabelige navn Polyborus chimachima og placerede den i samme slægt som caracara. I 1824 skabte den tyske naturforsker Johann Baptist von Spix slægten Milvago til denne art og den nært beslægtede Chimango-caracara.

## Beskrivelse
Lys caracara har en længde på 41-46 cm og vejer i gennemsnit 325 g. Ligesom ved mange andre rovfugle er hunnen større end hannen og vejer 310-360 g mod hannens 280-330 g. Bortset fra forskellen i størrelse er der ingen særlig forskel på kønnene. Den er bredvinget og langhalet og ligner lidt en lille våge. Den udvoksede fugl har et sandfarvet hoved med en sort stribe bag øjet og sandfarvet underside. Den øvre del af fjerdragt er brun med særprægede lyse pletter på vingefjerene, og halen har lysgule og brune striber. Hoved og undersiden hos ungfugle har tæt brun marmorering.
Stemmen er en karakteristisk skrigende schreee.

## Udbredelse og habitat
Fuglen findes i savanne, sumpe og skovbryn. Den er udbredt fra Costa Rica mod syd gennem Trinidad og Tobago til det nordlige Argentina (provinserne Misiones, Chaco, Formosa, Corrientes og Santa Fe) og findes typisk fra havets overflade til 1.800 meter og lejlighedsvis til 2.600 meter over havets overflade. I det sydlige Sydamerika findes i stedet den nære slægtning, chimango-caracara, hvis udbredelsesområde overlapper med lys caracara i det sydlige Brasilien, det nordlige Argentina, Paraguay og Uruguay. En større og stærkere underart, Milvago chimachima readei, opstod i Florida og muligvis andre steder for titusinder af år siden i slutningen af pleistocæn. Ifølge Peregrine Fund-databasen er lys caracara ved at udvide sin udbrededelse til Nicaragua.

## Adfærd og økologi
Lyd caracara er altædende og spiser krybdyr, padder og andre små dyr såvel som ådsler. Fugle tages sjældent, hvis nogensinde, og denne art fremkalder ikke advarselskald fra fouragerende fugle som den møder, selv på åbent cerrado-terræn. Den vil også fjerne og spise flåter fra kvæg og Bairds tapir. Den er også blevet set at spise små hvirvelløse dyr i pelsen af brunstrubet dovendyr og kapivarer. Derudover er i det mindste ungfugle glade for visse frugter, såsom dem fra oliepalmen (Elaeis guineensis) og pequi (Caryocar brasiliense). Den lægger fra fem til syv sandfarvede æg med brune pletter i en rede af kviste i et træ.
Lys caracara har haft gavn af skovrydning til kvægbrug. Dens status på Trinidad er ændret fra sjælden til temmelig almindelig, og den blev først set på Tobago i 1987. Den tilpasser sig let til byområder og er sammen med arter som ravnegrib (Coragyps atratus) blandt de mest almindelige rovfugle i latinamerikanske byer. Derfor er denne vidtrækkende art blevet tildelt et trusselsniveau i kategorien ikke truet på IUCN's rødliste.

## Galleri
- Udvokset fugl i Panama
- Ungfugl i Panama
- Udvokset fugl på kapivar, Pantanal, Brasilien
- Den er blandt de mest sete rovfugle i latinamerikanske byer

## Yderligere læsning
- Hilty, Steven L. (2003). Birds of Venezuela. Princeton University Press. ISBN 0-7136-6418-5.